# Apple M3
Apple M3 és una sèrie de sistemes basats en ARM en un xip (SoC) dissenyats per Apple Inc. com a unitat de processament central (CPU) i unitat de processament gràfic (GPU) per als seus ordinadors de sobretaula i portàtils Mac. És la tercera generació d'arquitectura ARM destinada als ordinadors Mac d'Apple després de canviar d'Intel Core a Apple silicon, succeint a l'Apple M2. Apple va anunciar l'M3 el 30 d'octubre de 2023, en el seu esdeveniment en línia Scary Fast de Halloween, juntament amb models de l'iMac i el MacBook Pro amb l'M3.

## Disseny
La sèrie M3 és el primer disseny de 3 nm d'Apple per a ordinadors de sobretaula i portàtils. Es construeix mitjançant el procés N3E de TSMC.
|  |

## CPU
- M3: CPU de 8 nuclis amb 4 nuclis de rendiment i 4 nuclis d'eficiència.
- M3 Pro: CPU d'11 o 12 nuclis amb 5 o 6 nuclis de rendiment i 6 nuclis d'eficiència.
- M3 Max: CPU de 14 o 16 nuclis amb 10 o 12 nuclis de rendiment i 4 nuclis d'eficiència.

## GPU
La GPU redissenyada inclou funcions com la memòria cau dinàmica, l'ombrejat de malla i el traçat de raigs accelerat per maquinari.
La tecnologia Dynamic Caching assigna memòria local en temps real. A diferència dels enfocaments convencionals, Dynamic Caching garanteix que només s'utilitza la quantitat precisa de memòria necessària per a una tasca, optimitzant així l'ús de la memòria i millorant potencialment el rendiment i l'eficiència. Això és especialment beneficiós per a tasques intensives en gràfics, on l'assignació de memòria dinàmica pot ser crítica.

## Memòria
L'arquitectura de memòria unificada de l'M3 inclou fins a 24 GB de RAM, l'M3 Pro fins a 36 GB i l'M3 Max fins a 128 GB. Igual que amb els SoC anteriors de la sèrie M, aquest serveix com a memòria RAM i memòria RAM de vídeo. L'M3 Pro i l'M3 Max de 14 nuclis tenen una amplada de banda de memòria més baixa que l'M1/M2 Pro i M1/M2 Max respectivament. L'M3 Pro en té 150 Ample de banda GB/s enfront de 200 GB/s per a M1 i M2 Pro. L'M3 Max de 14 nuclis en té 300 GB/s enfront dels 400 GB/s per a tots els models de l'M1 i M2 Max, mentre que l'M3 Max de 16 nuclis té els mateixos 400 GB/s com els models anteriors M1 i M2 Max.

## Vídeo
La sèrie M3 admet la descodificació de maquinari AV1.

## AI
Apple va dirigir específicament el desenvolupament d'IA i les càrregues de treball, tant amb Neural Engine com amb la memòria màxima augmentada (128 GB) de l'M3 Max, permetent models d'IA amb un gran nombre de paràmetres.

## Variants
| Variant | CPU nuclis (P+E)* | GPU nuclis | GPU EU | Gràfics ALU | Motor Neural nuclis | Memòria (GB) | Nombre de transistors |
| ------- | ----------------- | ---------- | ------ | ----------- | ------------------- | ------------ | --------------------- |
| M3      | 8 (4+4)           | 8          | 128    | 1024        | 16                  | 8, 16 o 24   | 25 mil milions        |
| M3      | 8 (4+4)           | 10         | 160    | 1280        | 16                  | 8, 16 o 24   | 25 mil milions        |
| M3 Pro  | 11 (5+6)          | 14         | 224    | 2048        | 16                  | 18 o 36      | 37 mil milions        |
| M3 Pro  | 12 (6+6)          | 18         | 288    | 2304        | 16                  | 18 o 36      | 37 mil milions        |
| M3 Màx  | 14 (10+4)         | 30         | 480    | 3840        | 16                  | 36 o 96      | 92 mil milions        |
| M3 Màx  | 16 (12+4)         | 40         | 640    | 5120        | 16                  | 48, 64 o 128 | 92 mil milions        |

## Productes que utilitzen la sèrie Apple M3
- MacBook Pro (14 polzades, 2023)
- iMac (24 polzades, M3, 2023)

- MacBook Pro (14 i 16 polzades, 2023)

- MacBook Pro (14 i 16 polzades, 2023)